# 新海ひろ子
新海 ひろ子（しんかい ひろこ、1963年9月21日 - ）は、日本の女優。神奈川県出身。

## 来歴、人物
小学校6年生の時、アイドル歌手になりたくて、親に内緒で劇団に応募する。カメラテストまで進むが、親が厳しかったので結局打ち明けられず、断念。
大学卒業後、15年間小学校教諭として勤務。その間、観劇が好きで、市民劇場に入会して、毎月舞台鑑賞をする。
37歳で退職後、3年間心理カウンセラーとして、カウンセリングルームを開設。45歳の時に、ふと目にした『シニアタレント募集』の言葉で女優を目指すことになる。

身長は153cm、体重は40kg
スリーサイズはB77cm、W58cm、H84cm
趣味はサッカー観戦、筋トレ、けん玉、歌
特技は書道（４段）、ものまね、初対面でもすぐ仲良くなれること

## 出演

### 映画
- スクラップスクラッパー（2016年12月10日公開）- 忠雄（主人公）の母 役[1]
- コスメティックウォーズ（2017年3月11日公開）- 客の女役
- OUT ZONE（2017年）- 佐倉香織役
- dear TOKYO（2018年）- 祖母役
- つちかほる～芽生え～（2018年）- 小林麻子役
- 飢えたライオン（2018年9月15日公開）ラジオコメンテーター役
- パーフェクトワールド（2018年10月5日公開）　同窓会での先生役
- 銃（2018年10月28日公開）- 電車内乗客役
- なれない二人（2018年11月25日公開）- 鈴木みどり役
- 明日のきみへ～幸せのスケジュールより～（2019年3月
- メランコリック（2019年8月3日公開）- 鍋岡惠子役[2]
- 一度も撃ってません（2020年） - 看護婦長 役
- シューティングスター・ミラクルナイト（2022年）-トシエ（食堂のおばちゃん） 役

### テレビドラマ
- モコミ〜彼女ちょっとヘンだけど〜 第3話（2021年2月6日、テレビ朝日） - 松野 役

### CM
- LAWSON「ほっ」とステーションストーリー　母親役
- JTプロジェクトCanan　母役（キャスト）
- 映画『あいあい傘』　涙コメント篇
- 石友ホーム　押越 増改築モデル篇　母役
- アルカンシエル　アルカンシエル横浜　パンフレット出演
- サントリー　セサミンEX　クラス会・賀来千香子編　同窓生役
- としまえん　TSM48（としま４８）としま４８メンバー[脚注の使い方]